# Pierre Trochet
Pierre Trochet (* 20. Mai 1986) ist ein französischer Footballfunktionär. Er ist seit 2021 Präsident der International Federation of American Football (IFAF), dem Weltverband der Sportart American Football.

## Karriere
Trochet spielte selbst American Football auf der Position des Offensive Lineman in Europa, unter anderem für die französischen Spartiates d’Amiens, mit denen er die französische Meisterschaft gewann, und den österreichischen Danube Dragons. Anschließend war er in Frankreich auch als Trainer aktiv. 2015 wurde er Leiter der Ausbildungsstätte des französischen Verbands. 2018 wurde er Leiter der Entwicklungsabteilung. Unter ihm erreichte der Verband einen Mitgliederrekord. Im Dezember 2021 wurde  Trochet als einziger Kandidat zum Präsidenten des Weltverbandes gewählt. Unter seiner Regentschaft gelang es Flag Football für die Spiele 2028 olympisch werden zu lassen. Zudem wurde die IFAF assoziiertes Mitglied der Association of Summer Olympic International Federations und Vollmitglied der International World Games Association. 2024 wurde er für eine zweite Amtszeit wiedergewählt.

## Privates
Trochet wuchs in Châteauroux auf, wo sein Vater Präsident des ansässigen American-Football-Vereins, den Chateauroux Orcs war, dem Pierre Trochet selbst mit 6 Jahren beitrat.